# Motoori Haruniwa
Motoori Haruniwa est un nom japonais traditionnel ; le nom de famille (ou le nom d'école), Motoori, précède donc le prénom (ou le nom d'artiste).
Motoori Haruniwa (本居 春庭, 17 mars 1763 - 13 décembre 1828) est un érudit du kokugaku et étudiant du japonais. Il est le fils ainé de Motoori Norinaga. Il est appelé « Kenzo » (健蔵) dans son enfance.

## Biographie
Haruniwa suit son père et étudie la langue japonaise dès son enfance. Son père, Norinaga fait copier à Haruniwa de la littérature ancienne. Haruniwa transcrit ce que son père enseigne oralement. Il contracte une maladie des yeux à partir d'août 1791 pour finalement devenir aveugle en 1795. Sa maladie est censée être une uvéite, selon Adachi Kenichi (足立巻一, un des étudiants de Haruniwa. Haruniwa transfère un katoku （家督, patria potestas du Japon） de la maison Motoori à Motoori Ōhira, Fils adoptif de Motoori Norinaga.
Haruniwa poursuit son étude du verbe et termine son étude de la conjugaison en 1806. Il est un pionnier de l'étude de la conjugaison au Japon.

## Ouvrages
- Kotoba no Yachimata (詞八衢), étude de la conjugaison
- Kotoba no Kayoiji (詞通路), étude d'un verbe intransitif et d'un verbe transitif
- Nochi-Suzunoyasyū (後鈴屋集), anthologie des poèmes waka de Haruniwa